# Gai Pied
Gai Pied è stata una rivista a tematica LGBT pubblicata in Francia.

## Storia
Il nome della rivista, Gai Pied fu suggerito dal filosofo Michel Foucault che, nel 1979, scrisse un articolo per la prima edizione dal titolo Un plaisir si simple. Negli anni seguenti l'autore di Storia della sessualità rilasciò al mensile diverse interviste.
Il primo numero uscì il 1º aprile 1979 in 2.000 chioschi su tutto il territorio francese. Il prezzo di acquisto fu fissato in 5 franchi francesi. La pubblicazione fu gestita dal gruppo editoriale, l'Éditions du Triangle Rose. Fu stampato da Rotographie, il tipografo della Lega Comunista Rivoluzionaria (Ligue communiste révolutionnaire). Tra i fondatori del primo Gai Pied si possono annoverare   Yves Charfe, Gérard Vappereau, Jean Le Bitoux, nonché Frank Arnal e Jean-Pierre Joecker.
La rivista ebbe come collaboratori stabili Yves Navarre, Tony Duvert, Guy Hocquenghem, Renaud Camus, Alain Pacadis, Copi, Hugo Marsan, Jean Le Bitoux, Gianni De Martino, Jean-Luc Hennig.
Tra gli omosessuali francesi, la rivista ebbe un crescente successo permettendo alla comunità LGBT di accrescere in visibilità ed espressione. Una sezione venne dedicata alla pubblicazione di piccoli annunci e fotografie erotiche.
Nel 1980 Gai Pied pubblicò un'intervista di Jean-Paul Sartre, lo scrittore che nel 1964 rifiutò il premio Nobel alla letteratura. Molti artisti (David Hockney, Barbara) e personaggi politici (Pierre Bérégovoy, Gaston Defferre) fecero lo stesso cercando di mostrare appoggio e apertura.
Il successo e il sostegno dei lettori, spinsero gli editori a passare dalla cadenza mensile a quella settimanale. La rivista uscì anche in Québec.
Nel 1983, il fondatore Jean Le Bitoux venne messo in minoranza alla direzione del giornale ed infine rassegnò le dimissioni, seguito da quasi tutti i giornalisti in squadra.
Da quel momento, Gay-Pied Hebdo aprì le sue pagine alle frivolezze, con argomenti alla moda, gite, viaggi, spese, opinioni di lettori, questioni sociali e firme famose. I lettori, nonostante l'arrivo graduale di ulteriori servizi telematici, attività, agenzia viaggi, non seguirono la nuova linea editoriale.
Nel 1987, il ministro degli Interni Charles Pasqua tentò di vietare la pubblicazione di Gay Pied Hebdo. Il 19 marzo per evitare la scomparsa della rivista venne fatta una manifestazione, cui aderirono parecchie personalità tra cui il ministro della Cultura François Léotard.
Tra il 1987 e il 1990, Gay-Pied Hebdo controlla una radio destinata alla comunità gay: Fréquence Gaie (Radio FG).
Nonostante i primi successi la rivista non riuscì a contrastare l'espansione dell'AIDS. Andò incontro a difficoltà finanziarie, nonostante l'uso del servizio telematico.
Dopo aver perso il suo pubblico originario, non avendone trovato altro e vedendo dimezzati i propri ricavi, la rivista scomparve. La pubblicazione cessò nel mese di ottobre del 1992.